# Ñumí
Ñumí é uma cidade do departamento de Guairá, no Paraguai.

## Topônimo
"Ñumí" significa, traduzido da língua guarani, "campo pequeno", pela junção de ñu ("campo") e mí ("pequeno").

## Transporte
O município de Ñumí é servido pelas seguintes rodovias:
- Caminho em pavimento ligando a cidade ao município de Acahay (Departamento de Paraguarí)
- Ruta 08, que liga a cidade de San Estanislao ((Departamento de San Pedro) ao município de Coronel Bogado (Departamento de Itapúa).[1][2][3]